# مفوضية الأمم المتحدة الاقتصادية لأمريكا اللاتينية وجزر الكاريبي
مفوضية الأمم المتحدة الاقتصادية لأمريكا اللاتينية ومنطقة البحر الكاريبي ، والمعروفة باسم اللجنة الاقتصادية لأمريكا اللاتينية ومنطقة البحر الكاريبي أو لجنة الأمم المتحدة الاقتصادية لأمريكا اللاتينية ومنطقة البحر الكاريبي أو الإسبانية والبرتغالية (CEPAL)، هي لجنة إقليمية تابعة للأمم المتحدة لتشجيع التعاون الاقتصادي. تضم اللجنة الاقتصادية لأمريكا اللاتينية ومنطقة البحر الكاريبي 46 دولة عضوا (20 في أمريكا اللاتينية و 13 في منطقة البحر الكاريبي و 13 من خارج المنطقة)، و 13 دولة منتسبة من مختلف الأقاليم غير المستقلة والبلدان الجزرية المرتبطة بها وكومنولث في منطقة البحر الكاريبي. تنشر اللجنة الاقتصادية لأمريكا اللاتينية ومنطقة البحر الكاريبي إحصاءات تغطي بلدان المنطقة ( وتبرم اتفاقات تعاون مع مؤسسات غير ربحية. يقع المقر الرئيسي للجنة الاقتصادية لأمريكا اللاتينية ومنطقة البحر الكاريبي في سانتياغو، شيلي.
تأسست اللجنة الاقتصادية لأمريكا اللاتينية ومنطقة البحر الكاريبي في عام 1948 بوصفها اللجنة الاقتصادية للأمم المتحدة لأمريكا اللاتينية، أو لجنة الأمم المتحدة الاقتصادية لأفريقيا. في عام 1984 ، صدر قرار لإدراج بلدان منطقة البحر الكاريبي في الاسم. وهي تقدم تقاريرها إلى المجلس الاقتصادي والاجتماعي للأمم المتحدة.

## الدول الأعضاء
فيما يلي جميع الدول الأعضاء في اللجنة الاقتصادية لأمريكا اللاتينية ومنطقة البحر الكاريبي: 
- أنتيغوا وباربودا
- الأرجنتين
- جزر البهاما
- باربادوس
- بليز
- بوليفيا
- البرازيل
- كندا
- تشيلي
- كولومبيا
- كوستاريكا
- كوبا
- دومينيكا
- جمهورية الدومينيكان
- الإكوادور
- السلفادور
- فرنسا
- ألمانيا
- غرينادا
- غواتيمالا
- غيانا
- هايتي
- هندوراس
- إيطاليا
- جامايكا
- اليابان
- المكسيك
- هولندا
- نيكاراغوا
- النرويج
- بنما
- باراغواي
- بيرو
- البرتغال
- سانت كيتس ونيفيس
- سانت لوسيا
- سانت فينسنت والغرينادين
- كوريا الجنوبية
- إسبانيا
- سورينام
- تركيا
- ترينيداد وتوباغو
- المملكة المتحدة
- الولايات المتحدة
- الأوروغواي
- فنزويلا

### الأعضاء المنتسبون

خريطة تبين الدول الأعضاء في اللجنة الاقتصادية لأمريكا اللاتينية ومنطقة البحر الكاريبي.

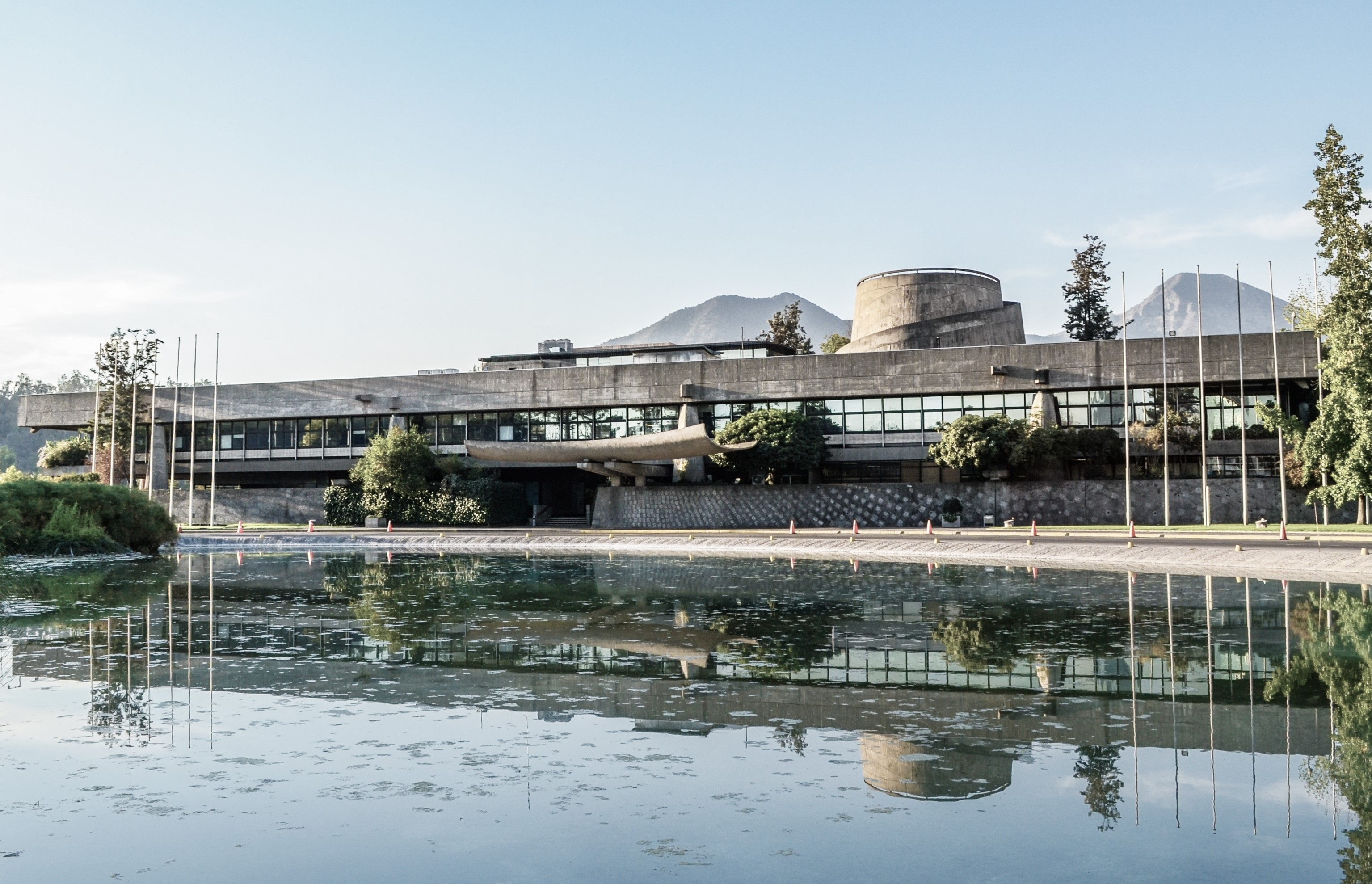
مقر المفوضية في سانتياغو

فيما يلي جميع الأعضاء المنتسبين للجنة الاقتصادية لأمريكا اللاتينية ومنطقة البحر الكاريبي:
- أنغويلا
- أروبا
- برمودا
- جزر العذراء البريطانية
- جزر كايمان
- كوراساو
- جوادلوب
- مارتينيك
- مونتسرات
- بورتوريكو
- سينت مارتن
- جزر توركس وكايكوس
- جزر العذراء الأمريكية
- غيانا الفرنسية

## المقرات
- سانتياغو، تشيلي (المقر الرئيسي)
- مدينة مكسيكو، المكسيك (المقر دون الإقليمي لأمريكا الوسطى)
- بورت أوف سبين، ترينيداد وتوباغو (المقر دون الإقليمي لمنطقة البحر الكاريبي)
- بوينس آيرس، الأرجنتين (مكتب قطري)
- برازيليا، البرازيل (مكتب قطري)
- مونتيفيديو، أوروغواي (مكتب قطري)
- بوغوتا، كولومبيا (مكتب قطري)
- واشنطن العاصمة، الولايات المتحدة الأمريكية (مكتب اتصال)

## الأمناء التنفذيون
| الأمين                                 | البلد      | الفترة                   |
| -------------------------------------- | ---------- | ------------------------ |
| أليسيا بارسينا إبارا                   | المكسيك    | يوليو 2008 - حتى الآن    |
| خوسيه لويس ماتشينيا [الإنجليزية]       | الأرجنتين  | ديسمبر 2003 - يونيو 2008 |
| خوسيه أنطونيو أوكامبو                  | كولومبيا   | يناير 1998 - أغسطس 2003  |
| جيرت روزنتال                           | غواتيمالا  | يناير 1988 - ديسمبر 1997 |
| نوربرتو غونزاليس                       | الأرجنتين  | مارس 1985 - ديسمبر 1987  |
| إنريكي ف. إجليسياس [الإنجليزية]        | الأوروغواي | أبريل 1972 - فبراير 1985 |
| كارلوس كوينتانا                        | المكسيك    | يناير 1967 - مارس 1972   |
| خوسيه أنطونيو مايوبري [الإنجليزية]     | فنزويلا    | أغسطس 1963 - ديسمبر 1966 |
| راؤول بريبيش [الإنجليزية]              | الأرجنتين  | مايو 1950 - يوليو 1963   |
| جوستافو مارتينيز كابانياس [الإنجليزية] | المكسيك    | ديسمبر 1948 - أبريل 1950 |

## قائمة المراجع
- بول بيرثود، قصة حياة مهنية ، 2008 ، عمل مع CEPAL-ECLAC وقدم شهادات من داخل السنوات الأولى من المنظمة.
- José Briceño Ruiz, María Liliana Quintero Rizzuto and Dyanna de Benítez (Jun 2013). "The ECLAC's structuralist thinking on development and Latin American integration: reflections on the contemporary relevance". Aportes para la Integración Latinoamericana (بالإسبانية). XIX (28): 1–324. ISSN:1667-8613. Archived from the original on 2019-06-05. Retrieved 2014-04-29.

## روابط خارجية
- الموقع الرسمي للجنة الأمم المتحدة الاقتصادية لأمريكا اللاتينية ومنطقة البحر الكاريبي